# NGC 1367
NGC 1367 este o intermediate spiral galaxy⁠(d) situată în constelația Cuptorul. A fost descoperită în 17 noiembrie 1784 de către William Herschel. Se află la o distanță de 29,38 de megaparseci de Pământ.